# Ekkapoom Potharungroj
Ekkapoom Potharungroj (tiếng Thái: เอกภูมิ โพธารุ่งโรจน์; sinh ngày 29 tháng 3 năm 1985) là một cầu thủ bóng đá từ Thái Lan.

## Danh hiệu

### Câu lạc bộ
Thai Port F.C.
- Cúp Liên đoàn Bóng đá Thái Lan Vô địch (1): 2010

Muangthong United
- Giải bóng đá Ngoại hạng Thái Lan Vô địch (1): 2012

BEC Tero Sasana
- Cúp Liên đoàn Bóng đá Thái Lan Vô địch (1): 2014